# Georges Papy
Georges Léopold Anatole Papy (1920-2011) est un mathématicien et homme politique belge. Avec son épouse Frédérique Papy-Lenger (1921-2005), il a travaillé au renouveau pédagogique des mathématiques à partir du milieu des années 1950.

## Biographie sommaire
G. Papy a étudié les mathématiques à la Faculté des sciences de l'université de Bruxelles, où il a soutenu sa thèse en 1945. Vers le milieu des années 1950, sous l'influence de mathématiciens français en quête d'une évolution de la pédagogie des mathématiques, Papy se consacra à une réforme de l'enseignement secondaire et s'imposa comme le chef de file de ce mouvement en Belgique. Il publia un nouveau programme d'étude Mathématiques nouvelles (Paris, 1961) tiré du colloque de Yougoslavie présidé par Marshall Stone.
De 1963 à 1966, il publia, avec sa femme Frédérique, un programme pédagogique en six volumes pour les mathématiques de l'Enseignement secondaire : Mathématique moderne. Il y proposait d'unifier les grands thèmes du programme en s'appuyant sur la théorie naïve des ensembles, le concept d'application et les structures algébriques.
Au cours des deux années suivantes, il se consacra au compte-rendu des expériences pédagogiques menées par sa femme et d'autres pédagogues auprès d'enfants de 6 ans. Puis il imagina un développement bien à lui des réglettes Cuisenaire, le Minicomputer de Papy, destiné à familiariser les enfants avec la manipulation de nouveaux systèmes de numération.

## Écrits
- Mathématique moderne 1, Didier, 1963
- Mathématique moderne 2 - Nombres réels et vectoriel plan, Didier, 1965
- Mathématique moderne 5 - Arithmétique, Didier,  1966
- Mathématique moderne 6 - Géométrie plane, Didier, 1967
- Mathématique moderne 3 - Voici Euclide, Didier, 1967
- Mathématique moderne 4, version manuscrite, non publié
- L’Enfant et les Graphes, Didier, 1969
- Minicomputer, Ivac, 1969, Bruxelles, 186 p.